# Таємниця Вільгельма Шторіца
«Таємниця Вільгельма Што́ріца» (фр. Le Secret de Wilhem Storitz) — науково-фантастичнний роман французького письменника Жюля Верна. Видано Етцелем у 1910 році. Це останній рукопис, відправлений письменником Етцелю для друку.

## Історія
Начерк сюжету зроблений Верном у 1897 році, ймовірно, під впливом «Невидимця» Герберта Веллса. В 1901 році Жюль Верн підкоригував і оформив твір. Письменник довго вагався, перш ніж надати рукопис до публікації. Нарешті, відправивши роман Етцелю, Верн пропонував назвати його «Наречена невидимця». 24 березня письменник помер, і рукопис залишилася у видавця.
Син письменника Мішель Верн вніс у роман свої корективи. За запитом Етцеля, було змінено час дії — з XIX століття події перенесені на століття раніше, змінена кінцівка твору (Міра стає видимою після пологів).
З 1996 року первісна версія Жуля Верна доступна для читачів.

## Сюжет

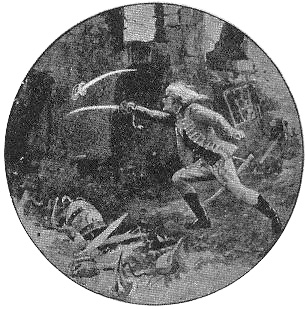
Ілюстрація Жорж Ру.

Навесні 1757 року у вигаданому угорському місті Рагз має відбутися весілля художника Марка Відаля й Міри Родер. Але несподівано Міра отримує загрозливого листа від Вільгельма Шторіца, відкинутого нею шанувальника. Залізничний інженер Анрі Відаль у той час їде в Рагз за запрошенням свого брата, перетинаючи Дунай на кораблі «Доротея».
В Угорщині батько нареченої, професор Родерік, повідомляє, що Шторіц приходив до нього з повторною пропозицією про шлюб і знову дістав відмову.
За місцевим звичаєм, весілля повинен схвалити міський голова. На святковому прийомі гостей налякали «Пісня ненависті» німецькою мовою, що звучала нізвідки, розірвана угода і вінок нареченої, що літав у повітрі. Начальник місцевої поліції винним оголосив Шторіца. Обшук у його будинку не виявив доказів провини. Увагу привернули тільки вінок і синя пляшечка з жовтою рідиною.
Через декілька днів Міра і Марк отримали дозвіл від міського голови та вирішили відсвяткувати весілля. 1 червня, незадовго до весілля, страшний голос сильно налякав Міру. Розлючений натовп, незважаючи на попередження поліції, спалив будинок Шторіца, якого вважав головним лиходієм.
Пізніше Анрі і Степарк на прогулянці почули розмову Шторіца зі своїм слугою Германом. Вони були невидимими. Спроба схопити Шторіца не вдалася, а після повернення додому стало відомо, що Міра зникла. Наступного дня брат Міри знайшов Шторіца і поранив його в боротьбі. Кров, що проступила, дала можливість бачити невидимця. Германа схопили і допитали, але він згодом помер від серцевої недостатності і став видимим.
На свій подив, герої виявили Міру в ліжку вдома. Вона не була викрадена, але стала невидима через винайдену Шторіцем речовину. Оскільки Вільгельм Шторіц помер, забравши секрет протиотрути, Міра залишилася невидимою.
Проте Анрі, згадавши, що поранення позбавило Шторіца невидимості, придумав так само врятувати Міру. Лікар застеріг, що Міра вагітна, тому її не можна ранити. Та після народження сина Міра стала видима і родина переїхала до Парижа, де Марк продовжив свою роботу художником.